# Танкоруба еребија
Танкоруба еребија (лат. Erebia aethiops) врста је лептира из породице шаренаца (лат. Nymphalidae). Позната је и као окаста еребија.

## Опис врсте
Ова врста лептира је крупна и карактеристична је по уједначеној боји, једнобојном рубу и низу белих тачкица на задњем крилу, што су уједно и разлике у односу на црвену и смеђу еребију.

## Распрострањење и станиште
Расрострањење ове врсте везано је за планинске врхове централне Европе. Може се наћи на високим планинама унутар листопадних шума или покрај потока и путева када се храни на цвећу.
- Erebia aethiops ♂
- Erebia aethiops ♂  △
- Erebia aethiops ♀
- Erebia aethiops ♀ △